# Porto Real do Colégio
Porto Real do Colégio es un municipio brasileño del estado de Alagoas. Su población estimada en 2007 era de 17.947 habitantes. Posee un área total de 236,1 km².

## Historia
El poblamiento de Porto Real do Colégio remonta a mediados del siglo XVII. Diferentes tribus de indios, entre estas los Tupinambás, Carapotas, Acoranes o Aconãs y Karirís habitaban hasta entonces la región.

## Economía
La agricultura de subsistencia consiste en la producción de arroz, maíz, frijol, mandioca y una pequeña producción de caña de azúcar, además de tabaco. La ganadería consiste en ganado, ovinos, porcinos, caprinos. La pesca está en reducción. Existe también la producción de cerámicas rudimentarias (potes y paneras), arte realizado por los indios Kariri-xokó que viven en la Colonia Agrícola de la Unión y en la Hacienda Modelo.